# (6135) Billowen
(6135) Billowen (1990 RD9) – planetoida z grupy pasa głównego planetoid okrążająca Słońce w ciągu 3,79 lat w średniej odległości 2,43 au. Odkryta 14 września 1990 roku.